# Периодический бор
Периодический бор (волна) — явление самопроизвольного возникновения серии скачков глубины потока жидкости в открытых наклонных каналах с шероховатым дном. Эта структура движется вниз по потоку с постоянной скоростью и состоит из серии ступенек, соединённых участками гладкого течения.

## Механизм образования
Анализ математической модели показывает, что однородный поток жидкости в открытом наклонном канале глубиной {\displaystyle h_{0}} становится неустойчивым при скорости потока {\displaystyle v_{0}>2{\sqrt {gh_{0}}}}. Случайные возмущения однородного потока развиваются, усиливаются и приводят к возникновению упорядоченной структуры волны. Эта волна распространяется со скоростью {\displaystyle D=v_{0}+{\sqrt {gh_{0}}}}.

## Некоторые места возникновения
- Водовод, соединяющий поселки Грюннбах и Мерлинген в Альпах.
- Отводной канал противоселевой плотины на Медеу.